# لجنة برلمانية (بريطانيا)
اللجنة البرلمانية في بريطانيا والدول التي تتبع أسلوبها البرلماني، هي لجنة تتكون من عدد صغير من أعضاء البرلمان يختارون للتعامل مع مسائل وقضايا معينة.